# Zir-e Sayeh
Zir-e Sayeh (bra: Sob a Sombra) é um filme de terror britano-jordaniano-qatariano, lançado em 2016. Escrito e dirigido pelo iraniano Babak Anvari, conta a história de uma mãe e filha assombradas por um mistério durante a Guerra das Cidades, na capital do Irã, Teerã.[carece de fontes?]
Produzido pela distribuidora britânica Wigwam Films, foi exibido originalmente no Festival Sundance de Cinema e adquirido pela Netflix. Foi selecionado como representante do Reino Unido ao Oscar de melhor filme estrangeiro em 2017.

## Elenco
- Narges Rashidi - Shideh
- Avin Manshadi - Dorsa
- Bobby Naderi - Iraj
- Ray Haratian - Mr. Ebrahimi
- Arash Marandi - Dr. Reza
- Bijan Daneshmand - Diretor